# Amalia-Gletscher
Der Amalia-Gletscher (spanisch: Glaciar Amalia, auch Glaciar Skua) ist ein chilenischer Gezeitengletscher im Nationalpark Bernardo O’Higgins. Er entspringt im Zentrum des südpatagonischen Eisfelds, ist 21 Kilometer lang und bedeckte 1986 eine Fläche von 157 km²; davon entfallen ca. 126 km² auf das Akkumulationsgebiet. Der Gletscher fließt in den Peel Fjord am Rande des Sarmiento-Kanal, welcher nach dem Seefahrer und Gelehrten Pedro Sarmiento de Gamboa benannt wurde, der ihn 1579/80 bereiste.
Der Gletscher umrundet teilweise den zuletzt 1908 ausgebrochenen Vulkan Reclus mit einem Kraterdurchmesser von einem Kilometer, von dessen Nordflanke er Material abträgt. 1945 betrug seine Ausdehnung noch 190 km²; bis 1986 erfolgte demnach ein Rückgang um 17,5 Prozent. Von 1945 bis 1986 zog sich der Amalia-Gletscher um 7 Kilometer zurück; neben dem Rückzug des O'Higgins-Gletschers war das der größte auf diesem Eisfeld zu verzeichnende Rückzug eines Gletschers.